# Cima Lago
La Cima Lago (2.401 m s.l.m.) è una montagna del Piemonte. Si trova nelle Alpi Pennine.

## Toponimo
La montagna un tempo veniva chiamata Cornetto e, nel dialetto walser di Rimella, Anderhöre. In letteratura alpinistica compariva anche la denominazione di Capezzone Meridionale.

## Caratteristiche

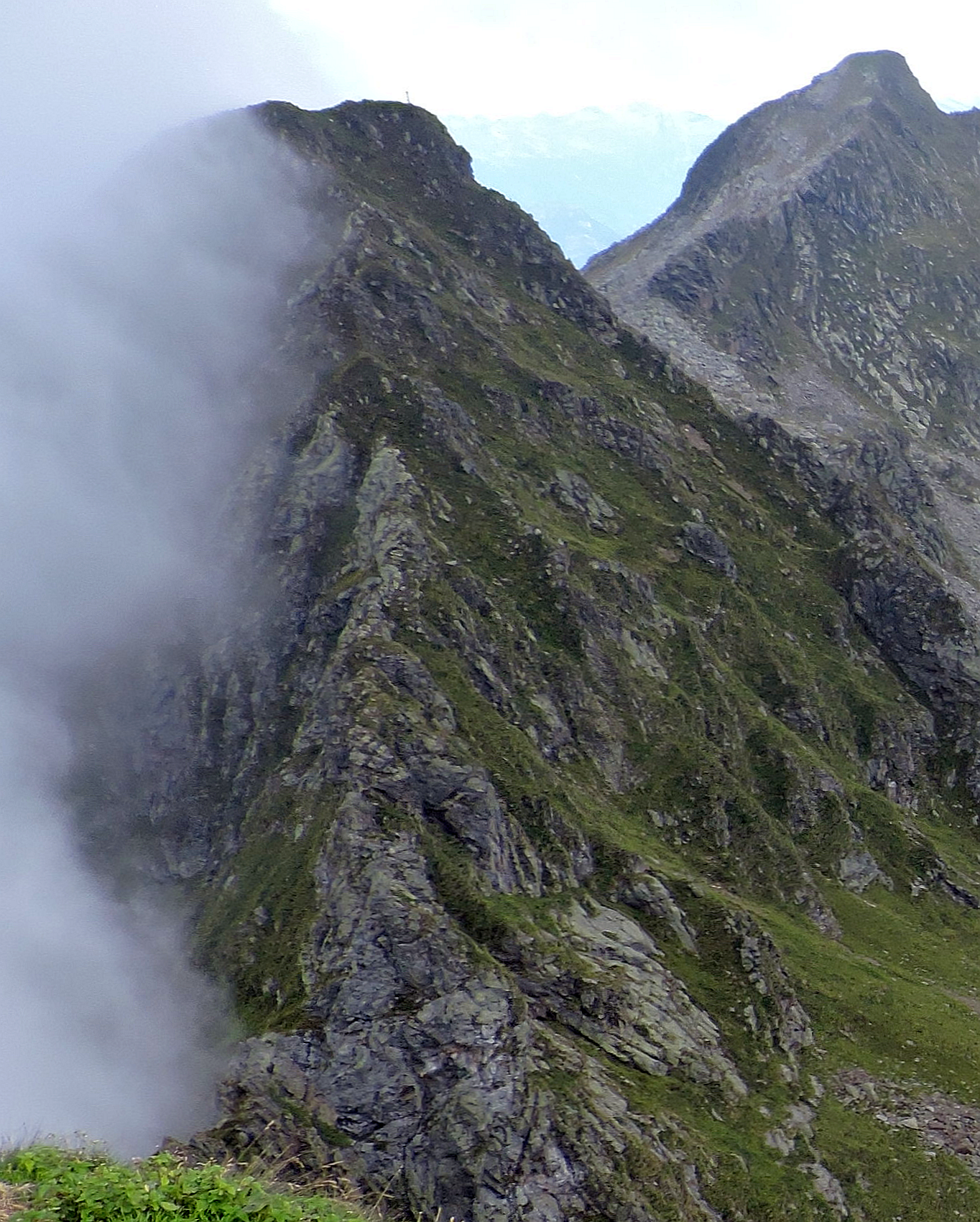
Vista dall’Altemberg, a destra il Capezzone

La Cima Lago si trova sullo spartiacque Valle Strona/Val Mastallone appena a nord della Bocchetta Stretta, che la separa dall’Altemberg. Verso nord il crinale continua con il Colle Crocetta (2.300 m) e il Monte Capezzone. È divisa tra il comune di Rimella (ad ovest) e quello di Valstrona. La prominenza topografica della montagna è di 70 metri.

## Accesso alla vetta
Si può salire sulla vetta partendo da Campello Monti, località di Valstrona. Raggiunto il bivacco Abele Traglio sul lago Capezzone si sale al Colle della Crocetta e si prosegue poi per tracce sulla sinistra fino al punto culminante, segnalato da una croce metallica. La salita alla Cima Lago per questa via è di tipo escursionistico e viene spesso effettuata assieme a quella al vicino monte Capezzone. La traversata di crinale tra la Cima Lago e l'Altemberg, passando per la Bocchetta Stretta, richiede invece esperienza alpinistica ed è considerata di difficoltà PD.

## Punti di appoggio
- Bivacco Abele Traglio

## Tutela naturalistica
La montagna fa parte del parco naturale dell'Alta Val Sesia e dell'Alta Val Strona.